# Pasirgombong (Bayah)
Pasirgombong is een bestuurslaag in het regentschap Lebak van de provincie Banten, Indonesië. Pasirgombong telt 2241 inwoners (volkstelling 2010).